# Сарумський обряд

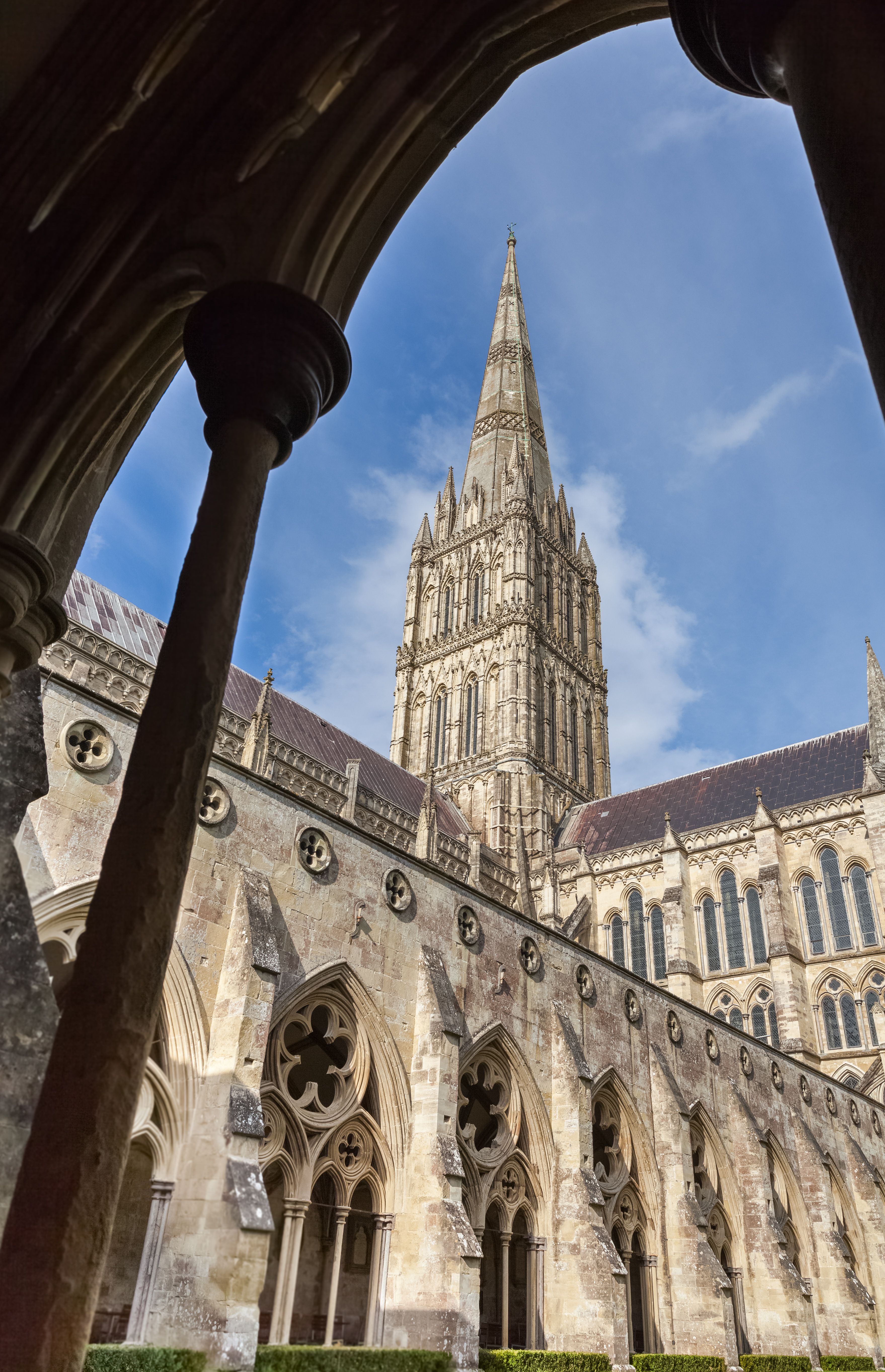
Катедральний собор в Солсбері

Сару́мський обря́д (англ. Sarum use, Sarum rite) — у XI—XVI століттях англійський латинський обряд в Католицькій церкві. Походить з Солсберійського собору, від латинської назви Солсбері (лат. Sarisburia). Засновником вважається святий Осмунд, єпископ Солсберійський, який поєднав римський обряд із місцевими кельтсько-англійськими та нормадськими традиціями. Суттєво відрізнявся від римського в церемоніальних і календарних практиках; літургія й молитви були однаковими. Первісно був місцевим чином Солсберійської діоцезії. Згодом поширився на теренах Англії, Шотландії, Ірландії, а також Португалії (з 1147) і Норвегії. Включав у себе месу (літургію) і офіцій, передбачав використання окремого місала й молитовників. Зберігався у протестантській Англіканській церкві після розколу із Римом в 1530-х роках. Заборонений у Португалії через небезпеку Реформації (1536). Замінений в Англії при королі Едуарді VI (1549), але відновлений за Марії І (1553). Остаточно відмінений на теренах Англійського королівства королеви Єлизавети I (1559). Частина церемоніальних практик відновлені у XIX—XX століттях в Англіканській церкві. Також — Солсбері́йський обря́д.